# Richard Dutruel
Richard Dutruel (* 24. Dezember 1972 in Thonon-les-Bains) ist ein ehemaliger französischer Fußballspieler.

## Karriere
Dutruel begann seine Karriere bei Paris Saint-Germain. Nachdem er in der Saison 1991/92 seine ersten vier Spiele Ligaspiele für Paris bestritten hatte und in der Saison danach gar nicht zum Einsatz gekommen war, wurde er von 1993 bis 1995 an SM Caen ausgeliehen. In seiner Zeit bei Caen war er der erste Torwart, als er jedoch 1995 nach Paris zurückkehrte, kam er wieder nicht an Bernard Lama vorbei. Als Paris in der Saison 1995/96 den Europapokal der Pokalsieger holte, konnte er nur sechs Ligaspiele bestreiten. Nach dieser Saison verließ er Paris in Richtung Spanien und wechselte zu Celta Vigo. Bei Celta Vigo erlebte Dutruel wohl seine erfolgreichste Zeit und wurde zu einem der besten Torhüter in der Primera División.
2000 folgte zunächst im Sommer der Wechsel zum FC Barcelona und am 4. Oktober dieses Jahres sein einziger Länderspieleinsatz für Frankreich. Doch schon bevor er in Barcelona ankam, war derjenige, der seinen Transfer zum FC Barcelona einfädelte, namentlich Louis van Gaal, bereits entlassen. Auch wenn ihn der neue Trainer Llorenç Serra Ferrer zunächst das Vertrauen schenkte, wurde er am 13. Spieltag der Saison (auch aufgrund einer Verletzung) durch den jungen Pepe Reina ersetzt. Als Barcelona zu Beginn der Saison 2001/02 auch noch Roberto Bonano holte, war Dutruel nur noch dritter Torwart und bestritt in dieser Saison kein einziges Spiel. Anschließend an diese Saison wechselte er zu Deportivo Alavés. Dort konnte er zwar wieder regelmäßig im Tor stehen, konnte aber auch nicht den Abstieg in die Segunda División verhindern. Dutruel entschloss sich daraufhin, seinen Dreijahresvertrag zu annullieren und wieder in seine Heimat Frankreich zu wechseln. Er spielte in der Saison 2003/04 regelmäßig für Racing Straßburg und absolvierte ein Spiel für die B-Mannschaft des Vereins, in der darauffolgenden Saison konnte er wegen einer Rückenverletzung gar nicht spielen und beendete 2005 seine Karriere.

## Erfolge
- Trophée des Champions: 1995
- Coupe de la Ligue: 2005
- Europapokal der Pokalsieger: 1996